# Pozas (Madrid)

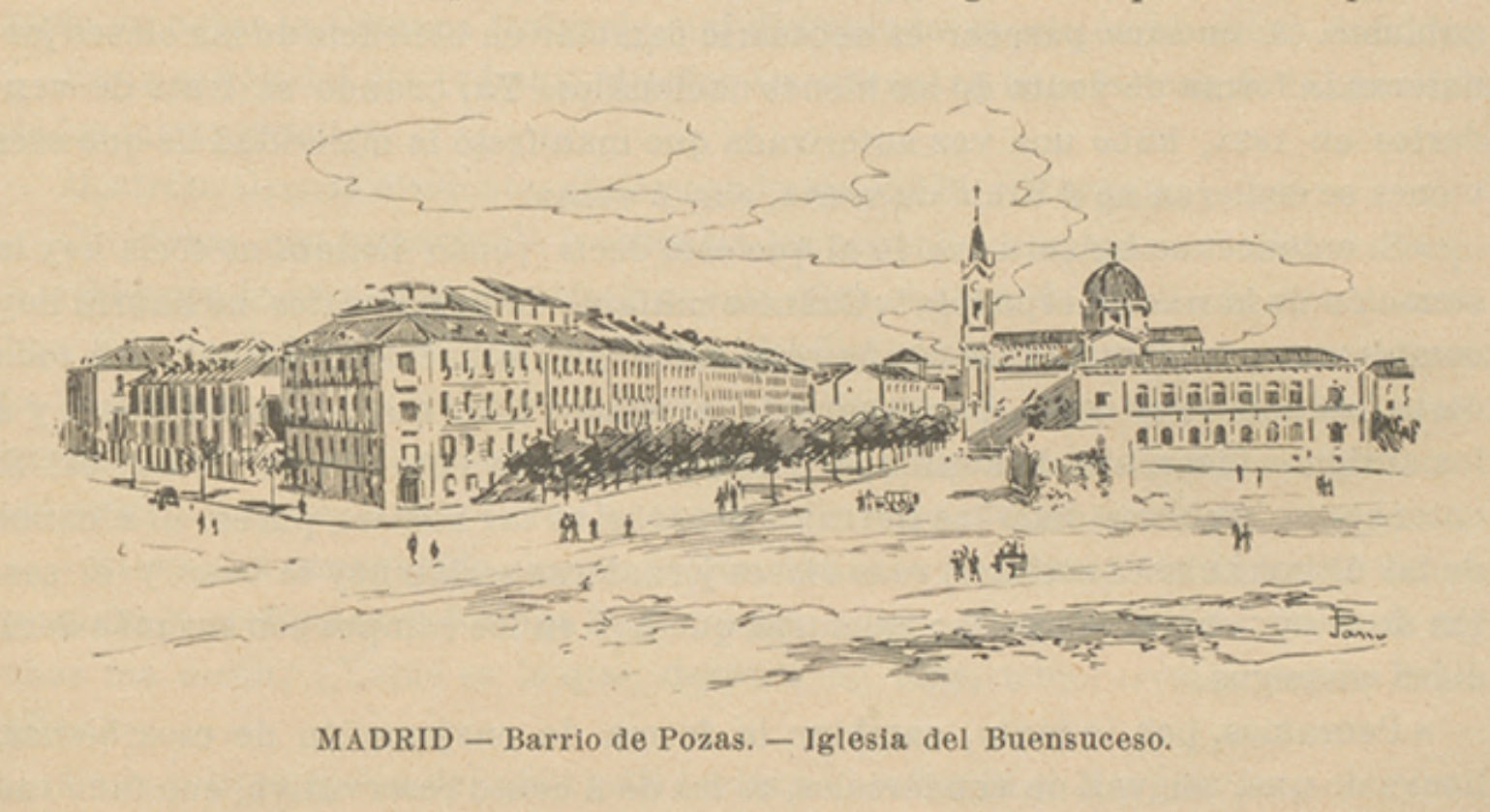
Barrio de Pozas e iglesia del Buensuceso.

El barrio de Pozas fue un modesto conjunto urbanístico de la ciudad española de Madrid situado en el espacio triangular delimitado por las calles de Princesa, Alberto Aguilera y Serrano Jover, en el antiguo barrio de Maravillas. Fue diseñado en 1860 por Ángel de las Pozas Cabarga (constructor así mismo de la Cárcel Modelo), quien era propietario de parte de los terrenos y de quien recibe el nombre. Este nuevo barrio se situó en la zona del ensanche que estaba situada extramuros del portillo de San Bernardino, que formaba parte de la cerca de Felipe IV.
El conjunto constaba de una veintena de edificios, la mayoría construidos por el arquitecto Cirilo Urribarri. El barrio tenía dos calles (Hermosa y Solares), el pasaje de Valdecilla, que en realidad era la vía más larga del conjunto, y una plazuela denominada Trasmiera. La popularidad del barrio a finales del siglo xix influyó para que llegase hasta allí la primera línea de tranvías de Madrid. En el año 1868 fue inaugurado en su entorno un nuevo edificio para la iglesia del Buen Suceso, que antes estuvo en la Puerta del Sol. Entre los habitantes ilustres del barrio puede mencionarse al dramaturgo Lauro Olmo.
Tras la Guerra Civil, el barrio entró en decadencia y el conjunto urbano fue derribado a principios de la década de 1970. Durante tres años el escritor Lauro Olmo mantuvo una lucha contra el desahucio de su vivienda, hasta que finalmente en 1972 la policía lo sacó de allí. El caso tuvo un fuerte seguimiento por la prensa conociéndose como la Numancia de las inmobiliarias y el mismo Lauro Olmo como «el escritor sitiado». En su lugar se construyó una sucursal de los grandes almacenes El Corte Inglés (calle de Princesa) y un conjunto de hoteles y viviendas de lujo. Años más tarde el Tribunal Supremo daría la razón a Lauro Olmo en su lucha contra la inmobiliaria.